# Guerra austro-prussiana
La guerra austro-prussiana (chiamata anche guerra delle sette settimane) fu combattuta nel 1866 dall'Impero d'Austria e i suoi alleati tedeschi, contro il Regno di Prussia, alcuni stati tedeschi minori e il Regno d'Italia. 
Le operazioni sul fronte meridionale tra Italia e Austria costituiscono la terza guerra d'indipendenza italiana. In Germania e Austria viene chiamata Deutscher Krieg ("guerra tedesca") o Bruderkrieg ("guerra dei fratelli").

## Antefatti
Nel 1862 divenne cancelliere del nuovo sovrano Guglielmo I (1861) l'energico primo ministro Otto von Bismarck, che subito proclamò la sua volontà di risolvere il problema dell'unificazione tedesca con «sangue e ferro», invece che con assemblee e votazioni. Per preparare diplomaticamente la guerra all'Austria e saggiare la forza del proprio esercito, Bismarck decise di appoggiare, anche militarmente, l'impero russo nella repressione di una violenta insurrezione scoppiata in Polonia nel 1863.
Sempre in tale prospettiva, riprese poi una vecchia questione relativa a due ducati, lo Schleswig e l'Holstein, abitati da popolazioni tedesche e danesi. Di fatto, la decisione del re di Danimarca, Cristiano IX, di annettersi lo Schleswig diede alla Prussia il pretesto per un intervento militare (guerra per i ducati danesi del 1864) al quale si associò anche l'Austria.
L'Impero d'Austria fu praticamente costretto a seguire il disegno bismarckiano per il timore di vedersi estromesso dalla Confederazione tedesca; non si rese conto, però, che proprio il Cancelliere prussiano aveva forzato Vienna in un vicolo cieco, proponendo la Prussia come il Paese guida del mondo germanico, con il chiaro intento di estromettere l'Impero dalla tradizionale posizione di privilegio nell'area tedesca.
L'esercito prussiano diede prova della propria efficienza e la Danimarca fu rapidamente costretta a cedere i territori contesi, con il conseguente allargamento della Confederazione germanica. Tale estensione appariva un indiscutibile successo della Prussia, alla quale procurò sempre maggiori consensi soprattutto tra gli Stati luterani del nord, come Brema, Amburgo e Kiel. Al contrario, gli Stati del sud e quelli cattolici, in particolar modo la Baviera, rimanevano ancorati all'orbita asburgica.
Di lì a poco i dissidi che nasceranno tra la concezione bismarckiana del mondo tedesco (fondata sulla soluzione "piccolo-tedesca", cioè sull'esclusione dell'Impero d'Austria) e la posizione asburgica porteranno allo scontro austro-prussiano del 1866.
Una parte non secondaria l'ebbe la questione del Liechtenstein: il suo status di Principato facente parte della confederazione avrebbe comportato che, alla pari di tutti gli altri stati tedeschi non asburgici, partecipasse nella sua condizione di enclave alla fondazione della nuova confederazione. Quando la pace venne firmata la Prussia accusò il Liechtenstein di essere stato la causa dello scoppio della guerra con l'Austria. Per questo il Liechtenstein si rifiutò di siglare la pace rimanendo nello stato di guerra con la Prussia, ma senza che venisse combattuto realmente alcun conflitto. Il Liechtenstein ottenne così la completa indipendenza dalla confederazione (e quindi la mancata unione con il resto della futura Germania), evitò l'annessione all'Austria, pur restando sotto la sua influenza,  ma dovette rinunciare a un proprio esercito (1868). Per queste ragioni la vera data di indipendenza del Liechtenstein può essere identificata in questi eventi dell'anno 1866.

## 1866, la vittoria prussiana

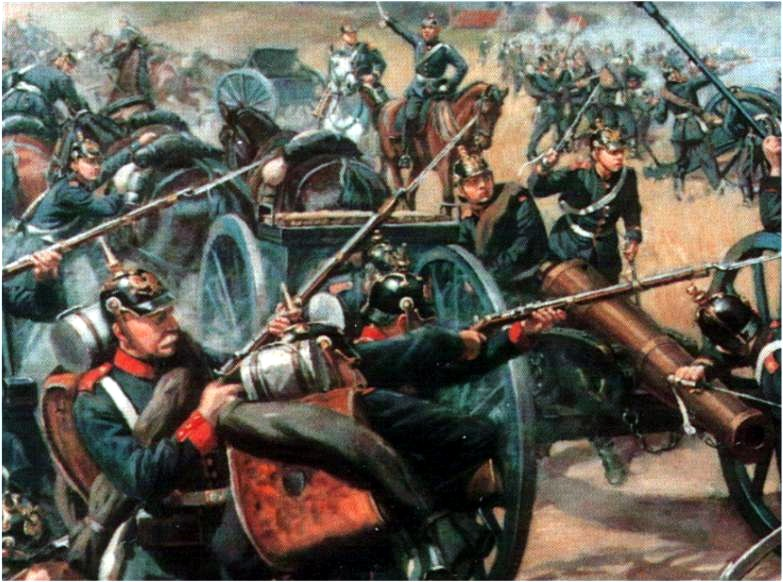
Artiglieria prussiana nella battaglia di Langensalza

Poco prima dello scoppio del conflitto, Bismarck accolse l'alleanza italiana, ben contento di poter distogliere una buona parte delle forze imperiali nel fronte meridionale, rendendo in tal modo meno rischioso il compito delle forze armate. In Italia, nella metà del decennio, ci si era resi conto della volontà bismarckiana di esclusione dell'impero asburgico dalla Confederazione Tedesca e si decise di approfittare della preziosa potenza bellica prussiana per continuare la strada del processo di unificazione della penisola. Il 27 marzo 1866 venne conclusa, pertanto, una singolare alleanza offensiva di limitata durata (tre mesi). L'accordo, strutturato in sei articoli, obbligava Firenze, allora capitale del Regno, ad intervenire contro Vienna.
I prussiani s'impegnavano a tenere costantemente informati gli italiani sull'andamento dei rapporti diplomatici con la Hofburg e in caso di imminente dichiarazione di guerra, Firenze sarebbe stata avvisata in congruo anticipo. La flotta italiana avrebbe monitorato i movimenti di quella nemica e nell'eventualità di partenza di navi da guerra austriache per il Baltico, si sarebbe congiunta con la flotta prussiana. Le trattative di pace sarebbero state intavolate solo a fronte del consenso austriaco a cedere il Veneto all'Italia. Nessuna delle due alleate avrebbe siglato l'armistizio senza consultare preventivamente l'altra potenza. La Marmora diede subito la sua adesione di massima senza chiedere la garanzia di un aiuto prussiano nell'eventualità di un'aggressione austriaca all'Italia. Proprio su questo punto, Bismarck glissò ma su pressione italiana fu riconosciuto il principio implicito del mutuo soccorso.
Dal punto di vista militare, la guerra contro l'Austria trova soluzione grazie alla vittoria prussiana a Sadowa, seguita dall'armistizio di Nikolsburg.
Con il conseguente trattato di Praga (23 agosto 1866) fu istituita una confederazione degli stati tedeschi a nord del fiume Meno che fu posta sotto la direzione prussiana. Guglielmo I la presiedeva e Bismarck ne era il cancelliere; un'assemblea eletta a suffragio universale (il Reichstag), rappresentava il popolo, sebbene il cancelliere e il governo non fossero responsabili verso di essa, ma soltanto di fronte al re. I ducati dello Schleswig e dell'Holstein insieme all'Hannover, all'Assia-Kassel, a Nassau e a Francoforte furono annessi direttamente alla Prussia, mentre gli stati meridionali della Germania si riunirono in una loro confederazione indipendente che era di fatto strettamente vincolata all'orbita prussiana, come dimostrò l'alleanza militare del 1866 nella quale fu sancito che, in caso di guerra, gli eserciti della confederazione indipendente sarebbero dovuti essere a disposizione del governo prussiano.
Nell'Impero asburgico, la sconfitta segnò l'inizio di un lungo periodo di decadenza. Nel tentativo di reagire alla crisi e di rafforzare le strutture interne, nel 1867 l'imperatore Francesco Giuseppe compì una riforma costituzionale (l'Ausgleich) con cui concedeva larga autonomia all'Ungheria e proclamava la parità tra l'etnia tedesca e quella ungherese, la più forte e la più combattiva delle nazionalità che componevano l'impero, ma ormai la monarchia asburgica che, da quel momento, prese il nome di Impero austro-ungarico, era avviata ad una lenta agonia.
Il Regno d'Italia, come detto, alleandosi con la Prussia combatté la sua Terza guerra d'indipendenza italiana aspirando all'annessione del Veneto. La campagna militare fu fallimentare, l'Austria sconfisse l'Italia via terra, a Custoza, e via mare a Lissa. Soltanto Garibaldi e i suoi volontari erano riusciti a vincere a Bezzecca aprendosi la strada per Trento. Nonostante ciò, come sancito negli accordi di alleanza con la Prussia, il governo di Firenze ottenne il Veneto, che gli venne girato dal mediatore Napoleone III poiché l'Austria si rifiutò di fare una cessione diretta all'inviso rivale, peraltro sconfitto nelle due principali battaglie.

## 1866,annus mirabilis
(H. Kohn. I tedeschi)
Nel 1928 lo storico tedesco Hans Delbrück scrisse a proposito della guerra austro-prussiana: «Bismarck la volle, profondamente convinto della sua necessità, ma la portò a buon fine contro la volontà del re, del popolo e persino dell'esercito.» La borghesia liberale e gli intellettuali tedeschi, sino ad allora ostili al governo Bismarck, «si adattarono prontamente ad adorare quanto, qualche settimana prima avevano condannato.»

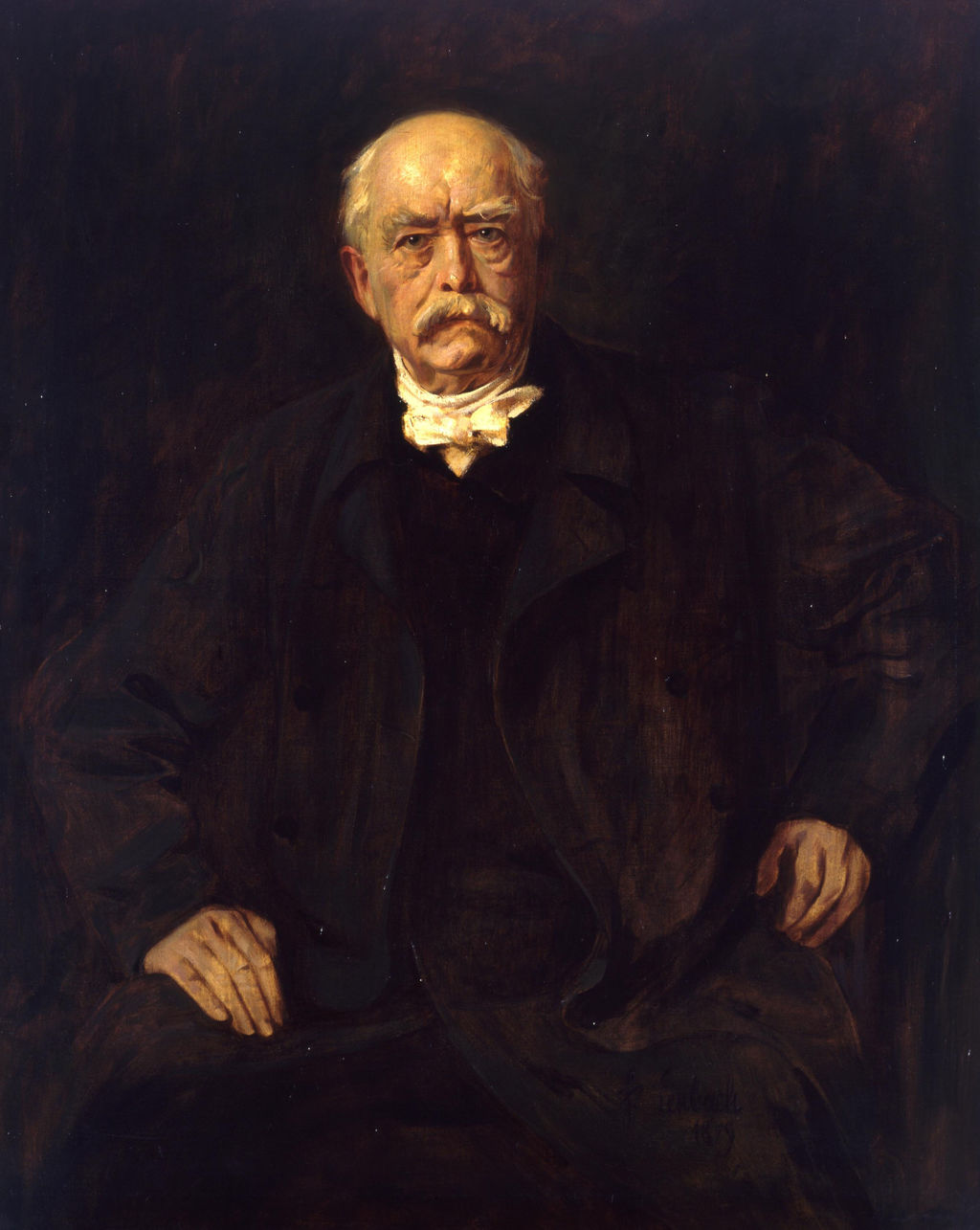
Il cancelliere Otto von Bismarck

Di fronte alla strepitosa vittoria di Sadowa, i liberali tedeschi recitarono il mea culpa per gli insuccessi dell'Assemblea di Francoforte del 1848, quando era andata in fumo la possibile unificazione per gli interessi contrapposti dei cosiddetti "grandi tedeschi", favorevoli ad una unificazione che includesse l'Austria, e i "piccoli tedeschi", che volevano escluderla. D'altra parte lo stesso Federico Guglielmo IV aveva rifiutato l'«avvelenato diadema» a lui offerto dai "piccoli tedeschi". Se l'unità della Germania doveva essere, questa doveva avvenire sotto il segno della Prussia e non per volontà di un'assemblea democratica. Ora di fronte alla vittoria di Sadowa «un'intera classe di uomini colti e benintenzionati dichiarava la propria immaturità in fatto di politica».
A buon diritto sembrava che il militarismo prussiano dell'aristocrazia junker avesse ora il diritto di dirigere politicamente la Germania avendo dimostrato con i fatti la superiorità del «Cancelliere di ferro» che con «tre bagni di sangue» costruirà l'Impero tedesco. I liberali tedeschi ricevevano in cambio della loro rinuncia all'opposizione politica le più ampie possibilità, con l'aiuto finanziario dello Stato protezionista e delle banche, di esercitare il loro primato nelle attività industriali.
Ben presto la Germania, con la scoperta del "processo Thomas" di defosforazione, superò l'Inghilterra nella produzione dell'acciaio. Lo storico liberale Hermann Baumgarten, ex avversario del Bismarck, scriveva: «Il mondo stupefatto non sa cosa ammirare di più, l'eccezionale organizzazione delle forze armate della Prussia o la dedizione morale del suo popolo, l'incomparabile vigore della sua economia o la solidità della sua educazione generale, la grandezza delle sue vittorie o la modestia dei suoi bollettini, il coraggio dei suoi giovani soldati o la devozione al dovere del suo re attempato.»

## 1866, la crisi del pensiero liberale
Anche Benedetto Croce nota come in Prussia, all'indomani della vittoria, i liberali rimasero prima sgomenti e stupefatti, e poi ammirati, del "miracolo" di Sadowa, e cominciarono a dubitare delle loro stesse convinzioni di fronte all'opera di uno «Stato che, rigettando il governo popolare, fondandosi sull'autorità, prendendo regola solo dall'alto, conseguiva trionfi che nessun altro popolo d'Europa avrebbe saputo né osato contestargli…».
Successi non solo politici e militari ma anche nel campo dell'istruzione pubblica e soprattutto dello sviluppo economico e commerciale, che si avvale anche del protezionismo e del dumping, che porterà la Germania, dopo l'unificazione, a rivaleggiare con la produzione industriale inglese e a formulare una legislazione sociale e protettiva del lavoro che sopravanzava quella di molti stati europei. Vennero istituite provvidenze per gli operai che tuttavia non impedirono la formazione in Germania del più forte partito socialista.
(Benedetto Croce)
«La concorrenza e la lotta dei mercati conferivano a suggerire il primato dell'energia, della forza, della capacità pratica sui motivi etici e razionali» e già si cominciava a pensare che tutto questo fosse il risultato di connaturate capacità di un popolo al quale si attribuiva il diritto di dominare la società e la storia. La classe borghese liberale rinunciava alla sua opera di mediazione, cessava di essere quel ceto "dialettico" tra le classi estreme e nasceva così la marxiana lotta di classe tra capitalisti e operai. Il 1866 quindi, "annus funestus" che segna una spaccatura nella storia europea tra la prima e seconda metà dell'Ottocento.